# Wii Sports
Wii Sports là một trò chơi thể thao năm 2006 được phát triển và phát hành bởi Nintendo cho bộ điều khiển trò chơi điện tử Wii. Trò chơi được phát hành ở Bắc Mỹ cùng với Wii vào ngày 19 tháng 11 năm 2006 và được phát hành tại Nhật Bản, Úc và Châu Âu vào tháng sau. Nó được bao gồm như là một trò chơi đóng gói với bảng điều khiển ở tất cả các lãnh thổ ngoại trừ Nhật Bản và Hàn Quốc, làm cho nó trở thành trò chơi thể thao đầu tiên bao gồm việc ra mắt hệ thống Nintendo từ Tennis của Mario cho Virtual Boy vào năm 1995. Wii Sports có sẵn trên riêng của nó như là một phần của bộ sưu tập các trò chơi Nintendo Selects. Trò chơi là một bộ sưu tập của năm mô phỏng thể thao, được thiết kế để chứng minh khả năng cảm biến chuyển động của Wii Remote. Năm môn thể thao bao gồm tennis, bóng chày, bowling, gôn và boxing. Người chơi sử dụng Wii Remote để bắt chước các hành động được thực hiện trong các môn thể thao thực tế, chẳng hạn như đong đưa vợt tennis. Các quy tắc cho mỗi trò chơi được đơn giản hóa để giúp người chơi mới dễ tiếp cận hơn. Trò chơi cũng có các chế độ luyện tập và thể dục để theo dõi sự tiến bộ của người chơi trong các môn thể thao. Wii Sports đã được các nhà phê bình đón nhận và nhận được một số giải thưởng. Bán được hơn 82 triệu bản vào cuối năm 2017, đây là trò chơi một nền tảng bán chạy nhất mọi thời đại và là tổng thể tốt nhất thứ tư. Wii Sports đã được giới thiệu trên truyền hình trong quảng cáo Wii, báo cáo tin tức và các chương trình khác. Trò chơi đã trở thành một phương tiện phổ biến cho các cuộc họp mặt xã hội và các cuộc thi giữa những người chơi ở các độ tuổi khác nhau. Một phần tiếp theo, Wii Sports Resort, được phát hành vào năm 2009, trong khi một bản làm lại độ nét cao, Wii Sports Club, được phát hành vào năm 2013 cho Wii U.